# OmniFocus
OmniFocus es un programa de autogestión comercial de The Omni Group para MacOS X e iOS. Funciona de acuerdo con el esquema Getting Things Done (GTD).

## Historia
OmniFocus es la evolución de los guiones KGTD Kinkless para Omni Groups OmniOutliner. Estos guiones sin kink (kGTD) fueron desarrollados por Ethan J. A. Schoonover para extender la funcionalidad OmniOutliner del GTD. Finalmente, el Grupo Omni ha reunido a Schoonover y Merlin Mann en equipo para desarrollar OmniFocus.
En una prueba de comparación de software para la gestión de tareas, en el número de diciembre de 2008 de la revista MACup, alcanzó el primer lugar. OmniFocus fue probado, además en: Cultured Code Things Desktop (2º lugar), Thinking Code Dejumble Beta 1.2 (3er lugar) y Funky Cloud LifeShaker 1.2.3 (4º lugar). En Macworld 2008, OmniFocus recibió el Premio Choice del servicio en línea The Mac Observer.

## Flujo de trabajo típico
- Crear un proyecto.
- Añadir acciones (tareas).
- Crear y asignar contextos.
- Verificar el estado de la acción.
- Filtrado según perspectivas.
- Añadir acciones a la entrada.
- Para revisar el proyecto.
- Sincronizar con iCal.